# Stanisław Cebula (nauczyciel)
Stanisław Cebula (ur. 1 grudnia 1877 w Odrzykoniu, zm. ?) – polski nauczyciel.

## Życiorys
Urodził się 1 grudnia 1877 w Odrzykoniu. W 1900 zdał egzamin dojrzałości w C. K. Gimnazjum w Jaśle. Podjął pracę nauczyciela od 1 września 1904, egzamin zawodowy złożył 18 listopada 1907, a 24 stycznia 1908 został mianowany nauczycielem rzeczywistym. Był nauczycielem filologii klasycznej, uczył języka łacińskiego i języka greckiego. Pracował w C. K. Gimnazjum im. Franciszka Józefa w Drohobyczu, skąd postanowieniem z 27 września 1911 jako rzeczywisty nauczyciel został przeniesiony do założonej w tym roku Filii C. K. Gimnazjum w Samborze i w kolejnych latach uczył tam języka łacińskiego i języka greckiego oraz był zawiadowcą biblioteki nauczycielskiej. Rozporządzeniem C. K. Rady Szkolnej Krajowej z 26 stycznia 1912 został zatwierdzony w zawodzie nauczycielskim i otrzymał tytuł c. k. profesora. Był członkiem zarządu koła samborskiego Towarzystwa Nauczycieli Szkół Wyższych. Został odznaczony austro-węgierskim Krzyżem Jubileuszowym dla Cywilnych Funkcjonariuszów Państwowych.
Po odzyskaniu przez Polskę niepodległości, na początku istnienia II Rzeczypospolitej 8 listopada 1920 został mianowany kierownikiem II Państwowego Gimnazjum w Stanisławowie, gdzie uczył języka łacińskiego. Rozporządzeniem Ministra Wyznań i Oświecenia Publicznego z 20 marca 1926 ze stanowiska profesora i kierownika II Gimnazjum Państwowego w Stanisławowie został mianowany dyrektorem Państwowego Gimnazjum im. Królowej Zofii w Sanoku z ważnością od 1 kwietnia 1926. W roku szkolnym 1926/1927 formalnie był dyrektorem sanockiego gimnazjum, lecz w tym czasie stanowisko kierownika tej szkoły pełnił nadal Stanisław Borowiczka, zaś S. Cebula nadal był kierownikiem II Gimnazjum w Stanisławowie. W szkole uczył języka łacińskiego. Stanowisko dyrektora sanockiego gimnazjum pełnił od 1927 do 1930. Z dniem 27 czerwca 1930 został przeniesiony w stan nieczynny, a decyzją Ministra Wyznań Religijnych i Oświecenia Publicznego z 20 listopada 1930 został przeniesiony w stan spoczynku z dniem 31 grudnia 1930. Wśród sanockich gimnazjalistów zyskał przydomek „Cwibel”.
Był działaczem sanockiego koła Towarzystwa Szkoły Ludowej. Pełnił funkcję przewodniczącego Rady Opiekuńczej kierującej Katolickim Związkiem Młodzieży Rękodzielniczej i Przemysłowej w Sanoku, był członkiem wspierającym i został wybrany członkiem honorowym ZMRiP. W 1929 był jednym z założycieli sanockiego koła Polskiego Towarzystwa Tatrzańskiego.
Pod koniec lat 30. przebywał w rodzinnym Odrzykoniu.